# PGA Championship (Australië)
Het PGA Kampioenschap van Australië is een golftoernooi in Australië dat in 1905 voor de eerste keer werd gespeeld en nu deel uitmaakt van de Australaziatische PGA Tour. Alle deelnemers zijn lid van de Australische PGA. De winnaar ontvangt de Joe Kirkwood Cup, vernoemd naar de beroemde Australische golfer Joe Kirkwood sr., en een Ossie Pickworth medaille. Pickworth won het toernooi drie keer.
Het toernooi werd sinds 2002 op Hyatt Regency Coolum in Queensland gespeeld. In 2005 werd het 100-jarig bestaan gevierd, hoewel het niet de 100ste editie van het toernooi was. Dat zal pas in 2017 plaatsvinden.
In december 2015 stond het toernooi voor de eerste keer op de agenda van de Europese Tour. Het werd toen op de RACV Royal Pines Resort gespeeld. De winnaar mag twee seizoenen op de Europese Tour spelen.

## Winnaars
| - 1905: Dan Soutar - 1906: Dan Soutar - 1907: Dan Soutar - 1908: Carnegie Clark - 1909: Carnegie Clark - 1910: Dan Soutar - 1911: Charlie Campbell - 1912: ?? - 1913: Carnegie Clark - 1920: ?? - 1921: Arthur Le Fevre - 1922: Charlie Campbell - 1923: Fred Popplewell - 1924: Tom Howard - 1925: Tom Howard - 1926: Frank (Happy) Eyre - 1927: ?? - 1928: ?? - 1929: Rufus Stewart - 1930: Jock Robertson - 1931: John Donald Spence - 1932: Fergus McMahon - 1933: Sam Richardson - 1934: Lou Kelly - 1935: Sam Richardson - 1936: William Clifford - 1937: Eric Cremin - 1938: Eric Cremin - 1939: Ted Naismith - 1946: Norman Von Nida - 1947: Ossie Pickworth - 1948: Norman Von Nida - 1949: Kel Nagle - 1950: Norman Von Nida | - 1951: Norman Von Nida - 1952: William C Holder - 1953: Ossie Pickworth - 1954: Kel Nagle - 1955: Ossie Pickworth - 1956: Les Wilson - 1957: Gary Player - 1958: Kel Nagle - 1959: Kel Nagle - 1960: John Sullivan - 1961: Alan Murray - 1962: Bill Dunk - 1963: Colin Johnston - 1964: Colin Johnston - 1965: Kel Nagle - 1966: Bill Dunk - 1967: Peter Thomson - 1968: Kel Nagle - 1969: Bruce Devlin - 1970: Bruce Devlin - 1971: Bill Dunk - 1972: Randall Vines - 1973: Randall Vines - 1974: Bill Dunk - 1975: Vic Bennetts - 1976: Bill Dunk - 1977: Mike Cahill - 1978: Hale Irwin - 1979: Stewart Ginn - 1980: Sam Torrance - 1981: Seve Ballesteros - 1982: Graham Marsh - 1983: Bob Shearer - 1984: Greg Norman | - 1985: Greg Norman - 1986: Mike Harwood - 1987: Roger Mackay - 1988: Wayne Grady - 1989: Peter Senior - 1990: Brett Ogle - 1991: Wayne Grady - 1992: Craig Parry - 1993: Ian Baker-Finch - 1994: Andrew Coltart - 1996: Phil Tataurangi - 1997: Andrew Coltart - 1998: David Howell - 1999: Greg Turner - 2000: Robert Allenby - 2001: Robert Allenby - 2002: Jarrod Moseley en Peter Lonard (tied) - 2003: Peter Senior - 2004: Peter Lonard - 2005: Robert Allenby - 2006: Nick O'Hern - 2007: Peter Lonard - 2008: Geoff Ogilvy - 2009: Robert Allenby - 2010: Peter Senior - 2011: Greg Chalmers - 2012: Daniel Popovic - 2013: Adam Scott - 2014: Greg Chalmers - 2015: Nathan Holman |

In de jaren die niet vermeld staan is het toernooi niet gespeeld.
Meervoudige winnaars
- 6 keer:
  - Kel Nagle
- 4 keer:
  - Dan Soutar
  - Norman Von Nida
  - Robert Allenby

 Victorian PGA Championship ·
 Queensland PGA Championship ·
 Victorian Open ·
 New Zealand Open ·
 Fiji International ·
 Queensland Open ·
 South Pacific Open Championship ·
 Western Australian Open ·
 Perth International ·
 Western Australia PGA Championship ·
 New South Wales Open ·
 Australian Masters ·
 Australian Open ·
 New South Wales PGA Championship ·
 Australian PGA Championship
 Thailand Open ·
 Indonesia PGA Championship ·
 China Open ·
 Maekyung Open ·
 SK Telecom Open ·
 Fiji International ·
 China Masters ·
 Korea Open ·
 Australian Open ·
 Australian PGA Championship
Dongfeng Nissan Cup